# Pinus roxburghii
Pinus roxburghii  (сосна Роксбурга) — один з видів роду сосна родини соснових.

## Опис
Pinus roxburghii — велике дерево, що досягає 30–50 м у висоту з діаметром стовбура до 2 м, у виняткових випадках 3 м. Кора червоно-коричнева, густа з глибокими тріщинами біля основи стовбура. Хвоя дуже тонка зібрана в пучок по три хвоїнки, 20–35 см у довжину, з чітким жовтувато-зеленим відтінком.
Шишки яйцеподібні конічні, 12–24 см у довжину і 5–8 см у ширину біля основи, коли закриті, спочатку зелені, при дозріванні каштаново-коричневі, проминувши 24 місяців. Вони відкриваються повільно, протягом наступного року, щоб випустити насіння, відкриваючи в 9–18 см шириною. Насіння 8–9 мм у довжину, з крилом 40 мм, розсіюється вітром.
Pinus roxburghii тісно пов'язана з Pinus canariensis (Сосна канарських островів), Pinus brutia (Сосна турецька) і Сосна приморська, які в свою чергу мають багато рис з ними.

## Поширення
Країни зростання:
Бутан, Китай (Тибет), Індія (Ассам, Хімачал-Прадеш, Джамму й Кашмір, Сіккім, Уттар-Прадеш), Непал, Пакистан.